# William Axt
William Axt (New York, 19 aprile 1888 – Ukiah, 13 febbraio 1959) è stato un compositore statunitense, attivo come autore di colonne sonore dagli anni venti agli anni quaranta.

## Filmografia parziale
- Il segno di Zorro (The Mark of Zorro), regia di Fred Niblo (1920) - non accreditato
- Il navigatore (The Navigator), regia di Buster Keaton (1924) - non accreditato
- La grande parata (The Big Parade), regia di King Vidor (1925)
- Mare Nostrum, regia di Rex Ingram (1926)
- Bardelys il magnifico (Bardelys the Magnificent), regia di King Vidor (1926)
- La brigata del fuoco (The Fire Brigade), regia di William Nigh (1926)
- Il principe studente (The Student Prince in Old Heidelberg), regia di Ernst Lubitsch (1927) - non accreditato
- Mentre la città dorme (While the City Sleeps), regia di Jack Conway (1928)
- La sete dell'oro (The Trail of '98), regia di Clarence Brown (1928)
- Il ferroviere (Thunder), regia di William Nigh (1929)
- Redenzione (Redemption), regia di Fred Niblo e, non accreditato, Lionel Barrymore (1930) - non accreditato
- L'enigma dell'alfiere nero (The Bishop Murder Case), regia di David Burton e Nick Grinde (1930) - non accreditato
- Carcere (The Big House), regia di George W. Hill (1930)
- Romanzo (Romance), regia di Clarence Brown (1930)
- L'amante (Possessed), regia di Clarence Brown (1931)
- Polly of the Circus, regia di Alfred Santell (1932)
- Ritorno (Letty Lynton), regia di Clarence Brown (1932)
- Il figlio dell'amore (The Secret of Madame Blanche), regia di Charles Brabin (1933)
- Notturno viennese (Reunion in Vienna), regia di Sidney Franklin (1933)
- Gabriel Over the White House, regia di Gregory La Cava (1933)
- Mary a mezzanotte (Midnight Mary), regia di William A. Wellman (1933)
- Temporale all'alba (Storm at Daybreak), regia di Richard Boleslawski (1933)
- Pranzo alle otto (Dinner at Eight), regia di George Cukor (1933)
- Il caso dell'avv. Durant (Penthouse), regia di W. S. Van Dyke (1933)
- Day of Reckoning, regia di Charles Brabin (1933)
- La sirena del fiume (Lazy River), regia di George B. Seitz (1934)
- L'uomo ombra (The Thin Man), regia di W. S. Van Dyke (1934)
- Pura al cento per cento (The Girl from Missouri), regia di Jack Conway (1934)
- Ultime notizie (The Murder Man), regia di Tim Whelan (1935)
- L'avventura di Anna Gray (Woman Wanted), regia di George B. Seitz (1935)
- Codice segreto (Rendezvous), regia di William K. Howard e, non accreditato, Sam Wood (1935)
- Le quattro perle (Whipsaw), regia di Sam Wood (1935)
- L'ultimo dei pagani (Last of the Pagans), regia di Richard Thorpe (1935)
- Wanted, a Master, regia di Arthur J. Ornitz e Gunther von Fritsch (1936)
- La volontà occulta (The Garden Murder Case), regia di Edwin L. Marin (1936)
- Tre strani amici (Tough Guy), regia di Chester M. Franklin (1936)
- I tre padrini (Three Godfathers), regia di Richard Boleslawski (1936)
- Finalmente una donna! (Petticoat Fever), regia di George Fitzmaurice (1936)
- L'ora misteriosa (The Unguarded Hour), regia di Sam Wood (1936)
- Il mio amore eri tu (Suzy), regia di George Fitzmaurice (1936)
- Jim di Piccadilly (Piccadilly Jim), regia di Robert Z. Leonard (1936)
- Il tesoro del fiume (Old Hutch), regia di J. Walter Ruben (1936)
- La fuga di Tarzan (Tarzan Escapes), regia di Richard Thorpe, John Farrow e William A. Wellman (1936)
- La donna del giorno (Libeled Lady), regia di Jack Conway (1936)
- Ombre di notte (Under Cover of Night), regia di George B. Seitz (1937)
- La fine della signora Cheyney (The Last of Mrs. Cheyney), regia di Richard Boleslawski (1937)
- Fra due donne (Between Two Women), regia di George B. Seitz (1937)
- La grande città (Big City), regia di Frank Borzage e, non accreditato, George B. Seitz (1937)
- La via del possesso (Beg, Borrow or Steal), regia di Wilhelm Thiele (1937)
- Il grande segreto (The Bad Man of Brimstone), regia di J. Walter Ruben (1937)
- London by Night, regia di Wilhelm Thiele (1937)
- Sfida a Baltimora (Stand Up and Fight), regia di W. S. Van Dyke (1939)
- Il sergente Madden (Sergeant Madden), regia di Josef von Sternberg (1939)